# Sidoharjo (Tugu Mulyo)
Sidoharjo is een bestuurslaag in het regentschap Musi Rawas van de provincie Zuid-Sumatra, Indonesië. Sidoharjo telt 2967 inwoners (volkstelling 2010).